# Album al numero uno nella Billboard 200 nel 1977
Di seguito è proposta la lista degli album al numero uno nella Billboard 200 nel 1977.
Durante il 1977, 7 album hanno raggiunto la prima posizione della Billboard 200. Di questi, l'album Songs in the Key of Life di Stevie Wonder aveva iniziato il suo dominio l'anno precedente, concludendo a fine gennaio la sua permanenza di 14 settimane non consecutive.
Rumours dei Fleetwood Mac è stato l'album con le migliori prestazioni del 1977, nonché quello con la più lunga permanenza in vetta con 31 settimane non consecutive (29 nel 1977 e 2 nel 1978).

## Billboard 200
| † | Indica l'album con le migliori prestazioni del 1977. |

| Data         | Album                    | Artista                                  | Tot. sett. #1 | Fonti  |
| ------------ | ------------------------ | ---------------------------------------- | ------------- | ------ |
| 1º gennaio   | Songs in the Key of Life | Stevie Wonder                            | 14            | [ 1 ]  |
| 8 gennaio    | Songs in the Key of Life | Stevie Wonder                            | 14            | [ 2 ]  |
| 15 gennaio   | Hotel California         | Eagles                                   | 8             | [ 3 ]  |
| 22 gennaio   | Wings over America       | Wings                                    | 1             | [ 4 ]  |
| 29 gennaio   | Songs in the Key of Life | Stevie Wonder                            | 14            | [ 5 ]  |
| 5 febbraio   | Hotel California         | Eagles                                   | 8             | [ 6 ]  |
| 12 febbraio  | A Star Is Born           | Streisand & Kristofferson e Artisti vari | 6             | [ 7 ]  |
| 19 febbraio  | A Star Is Born           | Streisand & Kristofferson e Artisti vari | 6             | [ 8 ]  |
| 26 febbraio  | A Star Is Born           | Streisand & Kristofferson e Artisti vari | 6             | [ 9 ]  |
| 5 marzo      | A Star Is Born           | Streisand & Kristofferson e Artisti vari | 6             | [ 10 ] |
| 12 marzo     | A Star Is Born           | Streisand & Kristofferson e Artisti vari | 6             | [ 11 ] |
| 19 marzo     | A Star Is Born           | Streisand & Kristofferson e Artisti vari | 6             | [ 12 ] |
| 26 marzo     | Hotel California         | Eagles                                   | 8             | [ 13 ] |
| 2 aprile     | Rumours                  | Fleetwood Mac                            | 31            | [ 14 ] |
| 9 aprile     | Rumours                  | Fleetwood Mac                            | 31            | [ 15 ] |
| 16 aprile    | Hotel California         | Eagles                                   | 8             | [ 16 ] |
| 23 aprile    | Hotel California         | Eagles                                   | 8             | [ 17 ] |
| 30 aprile    | Hotel California         | Eagles                                   | 8             | [ 18 ] |
| 7 maggio     | Hotel California         | Eagles                                   | 8             | [ 19 ] |
| 14 maggio    | Hotel California         | Eagles                                   | 8             | [ 20 ] |
| 21 maggio    | Rumours †                | Fleetwood Mac                            | 31            | [ 21 ] |
| 28 maggio    | Rumours †                | Fleetwood Mac                            | 31            | [ 22 ] |
| 4 giugno     | Rumours †                | Fleetwood Mac                            | 31            | [ 23 ] |
| 11 giugno    | Rumours †                | Fleetwood Mac                            | 31            | [ 24 ] |
| 18 giugno    | Rumours †                | Fleetwood Mac                            | 31            | [ 25 ] |
| 25 giugno    | Rumours †                | Fleetwood Mac                            | 31            | [ 26 ] |
| 2 luglio     | Rumours †                | Fleetwood Mac                            | 31            | [ 27 ] |
| 9 luglio     | Rumours †                | Fleetwood Mac                            | 31            | [ 28 ] |
| 16 luglio    | Barry Manilow Live       | Barry Manilow                            | 1             | [ 29 ] |
| 23 luglio    | Rumours †                | Fleetwood Mac                            | 31            | [ 30 ] |
| 30 luglio    | Rumours †                | Fleetwood Mac                            | 31            | [ 31 ] |
| 6 agosto     | Rumours †                | Fleetwood Mac                            | 31            | [ 32 ] |
| 13 agosto    | Rumours †                | Fleetwood Mac                            | 31            | [ 33 ] |
| 20 agosto    | Rumours †                | Fleetwood Mac                            | 31            | [ 34 ] |
| 27 agosto    | Rumours †                | Fleetwood Mac                            | 31            | [ 35 ] |
| 3 settembre  | Rumours †                | Fleetwood Mac                            | 31            | [ 36 ] |
| 10 settembre | Rumours †                | Fleetwood Mac                            | 31            | [ 37 ] |
| 17 settembre | Rumours †                | Fleetwood Mac                            | 31            | [ 38 ] |
| 24 settembre | Rumours †                | Fleetwood Mac                            | 31            | [ 39 ] |
| 1º ottobre   | Rumours †                | Fleetwood Mac                            | 31            | [ 40 ] |
| 8 ottobre    | Rumours †                | Fleetwood Mac                            | 31            | [ 41 ] |
| 15 ottobre   | Rumours †                | Fleetwood Mac                            | 31            | [ 42 ] |
| 22 ottobre   | Rumours †                | Fleetwood Mac                            | 31            | [ 43 ] |
| 29 ottobre   | Rumours †                | Fleetwood Mac                            | 31            | [ 44 ] |
| 5 novembre   | Rumours †                | Fleetwood Mac                            | 31            | [ 45 ] |
| 12 novembre  | Rumours †                | Fleetwood Mac                            | 31            | [ 46 ] |
| 19 novembre  | Rumours †                | Fleetwood Mac                            | 31            | [ 47 ] |
| 26 novembre  | Rumours †                | Fleetwood Mac                            | 31            | [ 48 ] |
| 3 dicembre   | Simple Dreams            | Linda Ronstadt                           | 5             | [ 49 ] |
| 10 dicembre  | Simple Dreams            | Linda Ronstadt                           | 5             | [ 50 ] |
| 17 dicembre  | Simple Dreams            | Linda Ronstadt                           | 5             | [ 51 ] |
| 24 dicembre  | Simple Dreams            | Linda Ronstadt                           | 5             | [ 52 ] |
| 31 dicembre  | Simple Dreams            | Linda Ronstadt                           | 5             | [ 53 ] |

Note:
1. 1 2  Ha raggiunto il numero uno anche nel 1976
2. 1 2 3  Ha raggiunto il numero uno anche nel 1978